# Флурлинген
Флурлинген (нем. Flurlingen) — коммуна в Швейцарии, в кантоне Цюрих.
Входит в состав округа Андельфинген. Население составляет 1355 человек (на 31 декабря 2007 года). Официальный код — 0029.